# Isosorbide dinitrato
L'isosorbide dinitrato è il principio attivo di indicazione specifica per il trattamento delle forme di angina pectoris. La sua forma è più stabile rispetto alla normale nitroglicerina, anche se manifesta i suoi effetti più lentamente.

## Indicazioni
L’isosorbide dinitrato è un principio attivo indicato per la terapia dell'ischemia miocardica, evento che è alla base della comparsa dell'angina pectoris. L'angina pectoris può essere presente in comuni casi di insufficienza cardiaca ed è causata da episodi transitori di ischemia miocardica dovuti allo sbilanciamento nella relazione tra offerta e richiesta di ossigeno da parte del muscolo cardiaco. Questi sbilanciamenti possono essere dovuti ad un aumento della richiesta di ossigeno o ad una riduzione dell'offerta di ossigeno al miocardio. Oltre a presentarsi con l'angina pectoris, che si manifesta con un dolore intenso localizzato nel torace, l'ischemia miocardica può essere silente, priva di sintomi, rilevabile soltanto mediante elettrocardiogramma, ecocardiogramma o scintigramma.
In molti studi i farmaci implicati nel trattamento dell’angina pectoris sono utili anche nell’ischemia silente: nitroderivati, β-bloccanti e calcio-antagonisti. Questi farmaci migliorano il bilancio offerta-domanda di ossigeno da parte del miocardio: aumentando l’offerta tramite vasodilatazione coronarica, o riducendo la richiesta mediante la riduzione del lavoro cardiaco. I nitroderivati in particolare promuovono il rilassamento della muscolatura liscia vascolare.

## Controindicazioni
Si sconsiglia l'utilizzo di isosorbide dinitrato in casi di:
- Collasso cardiocircolatorio
- Ipersensibilità specifica ai nitrati in genere
- Ipotensione
- Ipovolemia
- Stenosi aortica, stenosi mitralica
- Tamponamento cardiaco
- Anemia

## Dosaggi
La dose raccomandata varia in funzione del medicinale nel quale è contenuto l'isosorbide dinitrato.

### Nitrosorbide
- Manifestazioni acute (angina pectoris): 1 compressa da 10 mg per via sublinguale, ripetibile dopo 2-4 ore.[1]
- Manifestazioni croniche di lunga durata e prevenzione delle acute: 1 compressa da 10 mg 2-4 volte al giorno per via orale. Oppure 1 capsula rigida a rilascio modificato da 20 o 40 mg ogni 8-12 ore.[1]

Nitrosorbide è un farmaco con elevata tollerabilità gastrointestinale, studi clinici infatti hanno confermato che non altera le mucose gastroenteriche.

### Diniket
- Dose raccomandata compresa tra 2 e 10 mg per ora.[1]

Diniket è un farmaco somministrato per via endovenosa solo in pazienti ospedalizzati e sottoposti a controlli cardiovascolari continui. Può essere somministrato puro o eventualmente diluito con soluzione salina o soluzione di glucosio 5-30%, oppure può essere somministrato non diluito però tramite una pompa per infusione. Durante l’infusione devono essere monitorati:
- Pressione arteriosa
- Elettrocardiogramma
- Frequenza cardiaca
- Diuresi

### Carvasin
- 1 compressa sublinguale da 5 mg ogni 2-3 ore[1]
- 1 compressa da 10 mg da somministrare 4 volte al giorno (prima di ogni pasto e prima di andare a dormire)[1]
- 1 compressa da 40 mg ogni 12 ore[1]

## Tolleranza
La tolleranza dipende dal dosaggio e dalla frequenza di somministrazione, i nitroderivati andrebbero assunti al momento dell’attacco anginoso oppure prima di uno sforzo o di uno stress. A dosi elevate e frequenti si verifica un’attenuazione dell’effetto farmacologico. Nelle terapie croniche è importante non sospendere bruscamente la somministrazione di questi farmaci, poiché durante l’interruzione si sono verificati spasmi arteriosi (coronarie e arterie digitali).

## Farmacodinamica
I nitrati, grazie alla liberazione di ossido d'azoto, hanno un effetto di rilassamento della muscolatura liscia con conseguente vasodilatazione di arterie e vene periferiche. La capacità dell’isosorbide dinitrato di dilatare le arterie coronariche comporta un miglioramento della circolazione collaterale del miocardio. Oltre ad aumentare il flusso l’isosorbide diminuisce il pre-carico del cuore perché la dilatazione diminuisce il ritorno venoso al cuore riducendo pressione e volume ventricolare, e diminuisce anche il post-carico perché riduce la resistenza vascolare sistemica: questo comporta una diminuzione del lavoro del cuore e una diminuzione di consumo di ossigeno, incrementando quindi il rendimento cardiaco. L’azione vasodilatatrice dei nitrati promuove anche una miglior ridistribuzione del sangue in tutto il corpo aumentando anche la perfusione di quelle zone dove questa è parzialmente occlusa da lesioni arteriosclerotiche. Inoltre i nitrati hanno la capacità di rilasciare gli spasmi coronarici. È stato mostrato che i nitrati migliorano l’emodinamica a riposo e sotto sforzo in pazienti con insufficienza cardiaca congestizia. In questo effetto benefico sono coinvolti diversi meccanismi, fra cui un miglioramento del rigurgito valvolare (dovuto alla diminuzione della dilatazione ventricolare) e la riduzione della domanda cardiaca di ossigeno. Diminuendo la domanda di ossigeno e aumentando l’apporto di ossigeno, l’area di danno miocardico è ridotta. Pertanto isosorbide dinitrato potrebbe essere utile in alcuni pazienti che hanno avuto un infarto miocardico. Gli effetti su altri organi includono il rilassamento dei muscoli bronchiali e dei muscoli dei sistemi gastrointestinale, biliare e del tratto urinario. È stato riportato anche rilassamento della muscolatura liscia uterina.
Se la somministrazione è a basse dosi, la dilatazione maggiore la si osserva nelle vene. A dosi più elevate si può assistere alla diminuzione della pressione (sistolica e diastolica) e conseguenzialmente anche della gittata cardiaca. Brunton fu il primo a comprendere che ciò portava alla diminuzione del dolore toracico (l'angina pectoris), ma dosi ancora più elevate possono al contrario compromettere la perfusione coronarica.

## Farmacocinetica
Le proprietà farmacocinetiche dell’isosorbide dinitrato sono diverse a seconda di come viene somministrato. La scelta della via di somministrazione può infatti influenzare tutto il processo di assorbimento e distribuzione. Somministrato per via orale (compresse), l’isosorbide dinitrato comincia a manifestare la sua azione entro 30 minuti la quale persiste per circa 48 minuti. Nel caso in cui la preparazione siano capsule a rilascio modificato, i livelli ematici di isosorbide dinitrato vengono mantenuti terapeuticamente attivi per 8-12 ore. Infatti, la preparazione a rilascio modificato dopo somministrazione singola raggiunge la massima concentrazione ematica fra la quarta e la sesta ora, dimezzandosi nelle sei ore successive e rimanendo presente nel sangue fino alla dodicesima ora. Somministrato per via sublinguale (il farmaco viene collocato sotto la lingua in modo che passi direttamente nel circolo sanguigno senza passare per il tratto gastrointestinale), l’isosorbide dinitrato viene assorbito rapidamente (l’assorbimento tramite la mucosa buccale previene il metabolismo di primo passaggio epatico e aumenta la biodisponibilità); gli effetti terapeutici si manifestano entro 5 minuti e persistono per circa 2 ore. Infine, se somministrato per via endovenosa, l’emivita plasmatica di isosorbide dinitrato è di 10 minuti. La biodisponibilità è definita del 100%, come per tutti i farmaci somministrati per via endovenosa. Indipendentemente dalla via di somministrazione utilizzata, l’isosorbide dinitrato viene metabolizzato a livello del fegato, con la formazione di isosorbide-2-mononitrato e isosorbide-5-mononitrato, metaboliti farmacologicamente attivi  (in particolare il primo) con emivita di 1,5-2 ore e 4-6 ore, rispettivamente. Circa l’80-90% di isosorbide dinitrato viene eliminato a livello renale sotto forma di metaboliti coniugati.

## Effetti indesiderati
Gli effetti indesiderati che possono verificarsi con l'assunzione di isosorbide dinitrato sono:
- Cefalea
- Ipossiemia
- Vertigini
- Nausea
- Trombocitopenia
- Vomito
- Ipotensione
- Rash
- Tachicardia

Le risposte indesiderate all’isosorbide dinitrato coinvolgono quasi tutte il sistema cardiovascolare. Si riscontra comunemente cefalea mentre vertigini, debolezza e altre manifestazioni associate a ipotensione posturale si evidenziano in pazienti in posizione eretta e immobile, e possono aggravarsi fino a perdita di coscienza (condizione accentuata dal consumo di alcolici). Tra le reazioni avverse più rare si evidenziano delle eruzioni cutanee.
Dosi maggiori di questo principio attivo causano un ulteriore ristagno venoso e possono diminuire la resistenza delle arterie, riducendo anche la pressione sistolica, quella diastolica e la gittata cardiaca. I sintomi sono: pallore, debolezza e vertigini, tachicardia e vasocostrizione arteriolare. Nel caso di pazienti incapaci di ristabilire il tono simpatico (atrofia multisistemica, disautonomia pura, disfunzione autonomica associata al diabete) la riduzione pressoria è significativa e può determinare un’ipotensione potenzialmente pericolosa: necessiteranno di particolari controlli e valutazioni prima di intraprendere qualsiasi terapia con nitroderivati.
Effetti indesiderati come capogiri, vertigini e abbassamento della pressione del sangue, possono alterare la capacità di guidare veicoli e usare macchinari.

## Interazione tra farmaci
L'isosorbide dinitrato presenta interazioni farmacologiche con farmaci inibitori della fosfodiesterasi-5 (PDE-5).
Questi farmaci sono largamente in uso nel trattamento della disfunzione erettile nell'uomo; poiché i fattori di rischio della disfunzione erettile e della coronaropatia sono analoghi, gli uomini che soffrono di disturbi erettili sono spesso già in trattamento con antianginosi. L’associazione di nitroderivati con inibitori della PDE-5 (es. Sildenafil, Tadalafil, Vardenafil) può causare forte ipotensione. In casi come questi in sostituzione ai nitrati organici si possono impiegare beta-bloccanti.